# Gustaw Landau-Gutenteger
Gustaw Landau-Gutenteger, auch als Gustaw Landau oder Gustaw Gutenteger bezeichnet (* 1862 in Warschau; † 13. Oktober 1924 in Berlin), war ein polnischer Architekt jüdischen Glaubens, der vorwiegend in Łódź wirkte.

## Leben
Landau-Gutenteger war der Sohn des Kaufmanns Adolf und seiner Frau Józefa. Er war Absolvent der Łódźer Höheren Schule für Bildhauerei (poln.: Wyższa Szkoła Rzemieślnicza) und studierte dann am Institut für Zivilingenieure in St. Petersburg an der Fakultät für Straßen- und Brückenarchitektur. Als Student gewann er einen Preis für den Entwurf eines Neubaus für die Versicherungsgesellschaft „Rosja“ in Warschau. 1884 schloss er sein Studium in St. Petersburg ab und um 1888 zog er wieder nach Łódź, um dort in der Ulica Piotrkowska ein Büro für Bauprojekte zu eröffnen.
Landau-Gutenteger war ein Anhänger der italienischen Renaissance. Seine eigenen Entwürfe waren zunächst vom Stil des Eklektizismus geprägt, ab der Jahrhundertwende flossen dann zunehmend Elemente des Sezessionsstils ein. Außerdem schätzte er die polnische Schmiedekunst und stattete Gebäude gerne mit floral gestalteten, eisernen Fenstergittern und Balustraden aus. Der Architekt war auch ein begeisterter Bühnenbildner.

## Bauten (Auswahl)
Landau-Gutenteger wirkte überwiegend in Łódź. In Warschau errichtete er für seinen Bruder, den Bankier Wilhelm Landau, das Gebäude der Bank Przemysłowy Polski in der Ulica Senatorska. Dieses Jugendstilgebäude entstand in den Jahren 1904 bis 1906 neben dem Mniszech-Palast und ersetzte so einen ehemaligen Seitenflügel des Palastes. Es wurde im Zweiten Weltkrieg zerstört und nach dem Krieg (in nicht ganz originaler Form, so z. B. ohne Kuppel) wiederaufgebaut. Ein bereits 1894 vorgestellter Entwurf für ein Ausstellungsgebäude der Warschauer Gesellschaft der Schönen Künste (poln.: Towarzystwo Przyjaciół Sztuk Pięknych) wurde dagegen nicht realisiert.
In Lublin entwarf er den Sitz der Industrie- und Handelskasse (poln.: Kasa Przemysłowo-Handlowa), heute das Hotel “Lublinianka”.
In Łódź baute Landau-Gutenteger vor allem an der Prachtstraße Piotrkowska eine größere Anzahl an Jugendstilgebäuden. Er errichtete einige Synagogen und gehörte zu den Plannern des “Grand Hotels” (ältestes noch genutztes Hotel der Stadt). Bemerkenswert ist auch die Errichtung eines der ersten Betongebäudes Polens, der Schule der Kaufleuteversammlung (poln.: Szkoła Zgromadzenia Kupców).
Zu seinen Bauten in der Piotrkowska in Łódź gehören:
- Neorenaissancegebäude, Nr. 82 (1891)
- Neorenaissancegebäude, Nr. 120 (1891)
- Neobarockes Mietshaus, Nr. 31 (1899)
- Mietshaus des Oskar Kon im Berlin-Wiener Sezessionstil, Nr. 43 (1901)
- Mietshaus des Dawid Szmulewicz, Nr. 37 (1903)
- Mietshaus der Familie Schicht im Sezessionstil, Nr. 128
- Neorenaissancegebäude, Nr. 153
- Neorenaissancegebäude, Nr. 260

Von ihm in Łódź errichtete Synagogen:
- Synagoge “Wilker Shul”, zerstört (1875)
- Reicher-Synagoge (1895)
- Synagoge “Ezras Izrael”, zerstört (1899)

Weitere Bauten Landau-Gutentegers in Łódź:
- Villa des Gustaw Schreer an der Ecke Ulica Narutowicza im Stil der Renaissance (1894)
- Mietsgebäude der Brüder Auerbach in der Ulica Narutowicza 32 (1896)
- Gebäude der Landau-Bank an der Ulica Piotrkowska 29 (1902)
- Mietshaus des Zygmunt Dejczman an der Aleja Kościuszki 93 (1902)
- Villa des Leopold Kindermann an der Ulica Wólczańska 31/33 (1903)
- Gebäude von Rachmil Lipszyc in der Ulica Narutowicza 44 (1910)